# Borneratura modesta
Borneratura modesta är en insektsart som beskrevs av Andrej Vasiljevitj Gorochov 2008. Borneratura modesta ingår i släktet Borneratura och familjen vårtbitare. Inga underarter finns listade i Catalogue of Life.